# Sanzay
Sanzay est une ancienne commune française, située dans le département des Deux-Sèvres, en région Nouvelle-Aquitaine.

## Géographie
Sanzay est située à 2 km au sud du centre d'Argenton-les-Vallées, commune à laquelle elle appartient, dans le périmètre du vignoble de Saumur, à la limite du bocage bressuirais et de la plaine de Thouars.

## Histoire
Sanzay est une ancienne paroisse des marches d’Anjou.
Plusieurs monuments sont connus sur la commune, notamment la chapelle de l’Hermitage et le château de Sanzay daté du XVe siècle. L’histoire de la famille de Sanzay (cf. l'article Anne) a été écrite par un historien amateur, ancien maire de la commune de Sanzay, Arsène Blanchard (1920-2015 ; maire en 1983-1995). Les fouilles archéologiques réalisées de 1998 à 2003 par des bénévoles dirigés par Marie-Claude Bakkal-Lagarde ont permis de préciser le plan de la forteresse. Il subsiste aujourd’hui un châtelet d’entrée du XIIIe siècle flanqué de deux tours. À l’est, la tour d’artillerie a été partiellement tronquée, cinq autres tours permettaient de surveiller les alentours. Une première douve au pied des murs est doublée par un canal enserrant les terres du château. À l’ouest de la cour, la tour donjon comprend une chapelle à l’étage avec des armoiries peintes au début du XVIe siècle.
Le 1er septembre 2006, Sanzay a fusionné avec Argenton-Château et Boësse pour former la nouvelle commune d’Argenton-les-Vallées.

### Administration municipale
| Période                                  | Période | Identité                  | Étiquette | Qualité                                                    |
| ---------------------------------------- | ------- | ------------------------- | --------- | ---------------------------------------------------------- |
| Les données manquantes sont à compléter. |         |                           |           |                                                            |
|                                          |         |                           |           |                                                            |
| avant 1981                               | ?       | Pierre Garreau de Labarre | UDR       | Conseiller général du canton d'Argenton-Château(1968-1976) |
|                                          |         |                           |           |                                                            |

### Héraldique
| Blason | Blasonnement : Écartelé au 1) et au 4) d’azur aux deux bandes d’argent, au 2) et au 3) échiqueté de gueules et d’or de quatre tires. |

## Démographie
| 1793 | 1800 | 1806 | 1821 | 1831 | 1836 | 1841 | 1846 | 1851 |
| ---- | ---- | ---- | ---- | ---- | ---- | ---- | ---- | ---- |
| 287  | 286  | 263  | 401  | 337  | 403  | 375  | 376  | 367  |

| 1856 | 1861 | 1866 | 1872 | 1876 | 1881 | 1886 | 1891 | 1896 |
| ---- | ---- | ---- | ---- | ---- | ---- | ---- | ---- | ---- |
| 399  | 410  | 405  | 428  | 456  | 463  | 463  | 466  | 451  |

| 1901 | 1906 | 1911 | 1921 | 1926 | 1931 | 1936 | 1946 | 1954 |
| ---- | ---- | ---- | ---- | ---- | ---- | ---- | ---- | ---- |
| 420  | 394  | 417  | 380  | 353  | 342  | 351  | 372  | 361  |

| 1962 | 1968 | 1975 | 1982 | 1990 | 1999 | - | - | - |
| ---- | ---- | ---- | ---- | ---- | ---- | - | - | - |
| 367  | 307  | 287  | 296  | 248  | 243  | - | - | - |